# Hallenbad Nordhorn

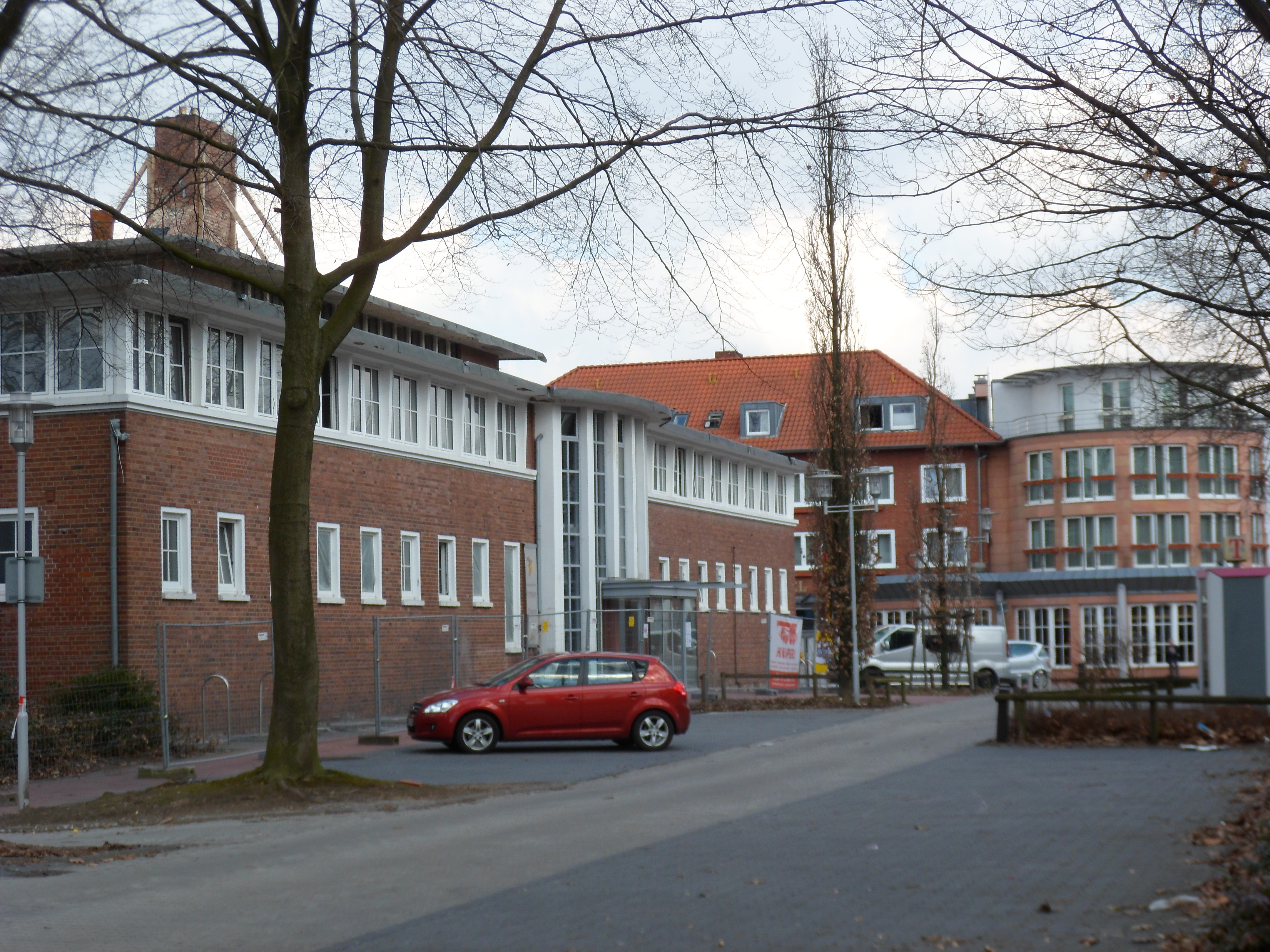
Hallenbad-Vorderfront

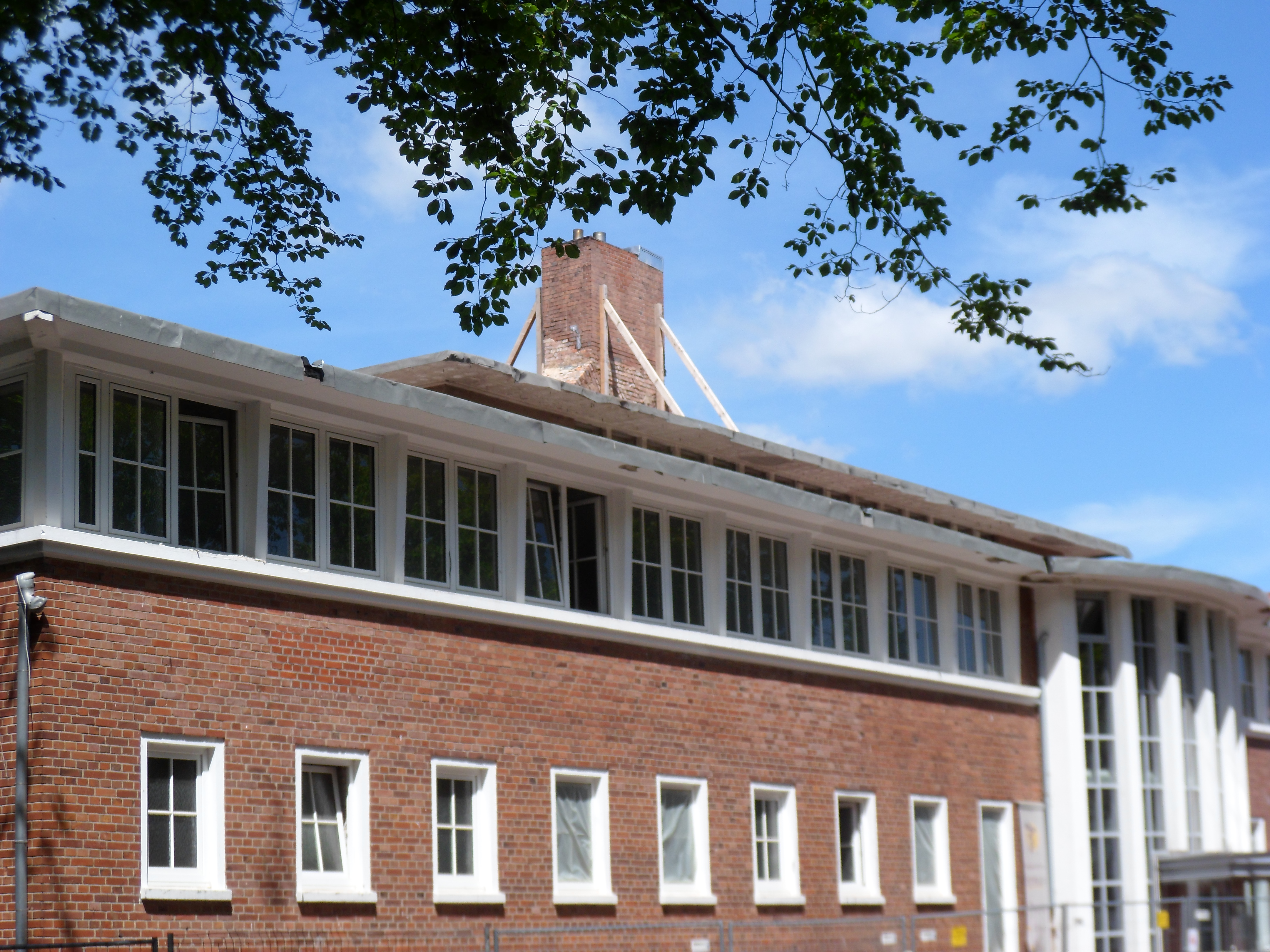
Schwimmhalle Nordhorn

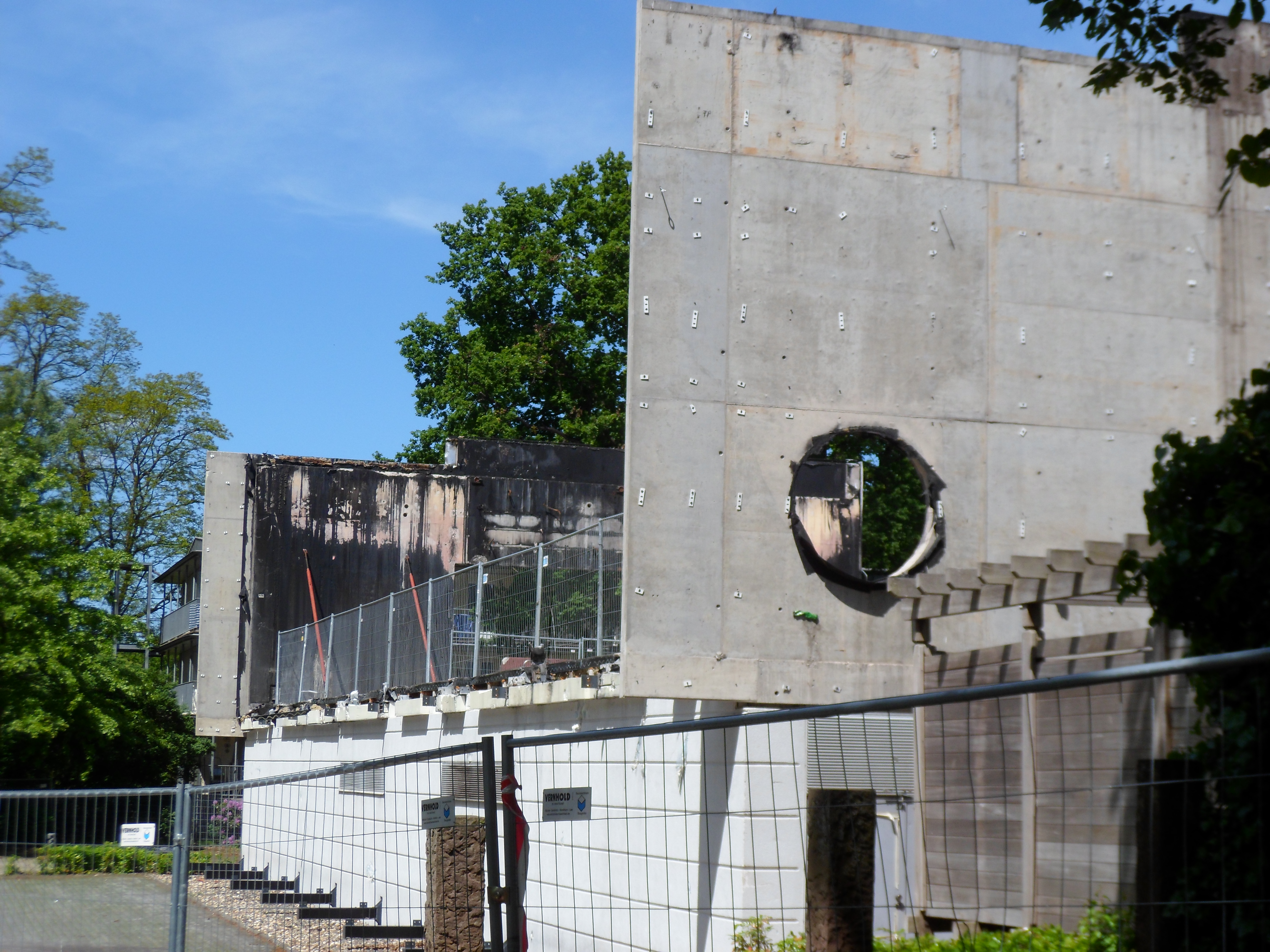
Brandschaden

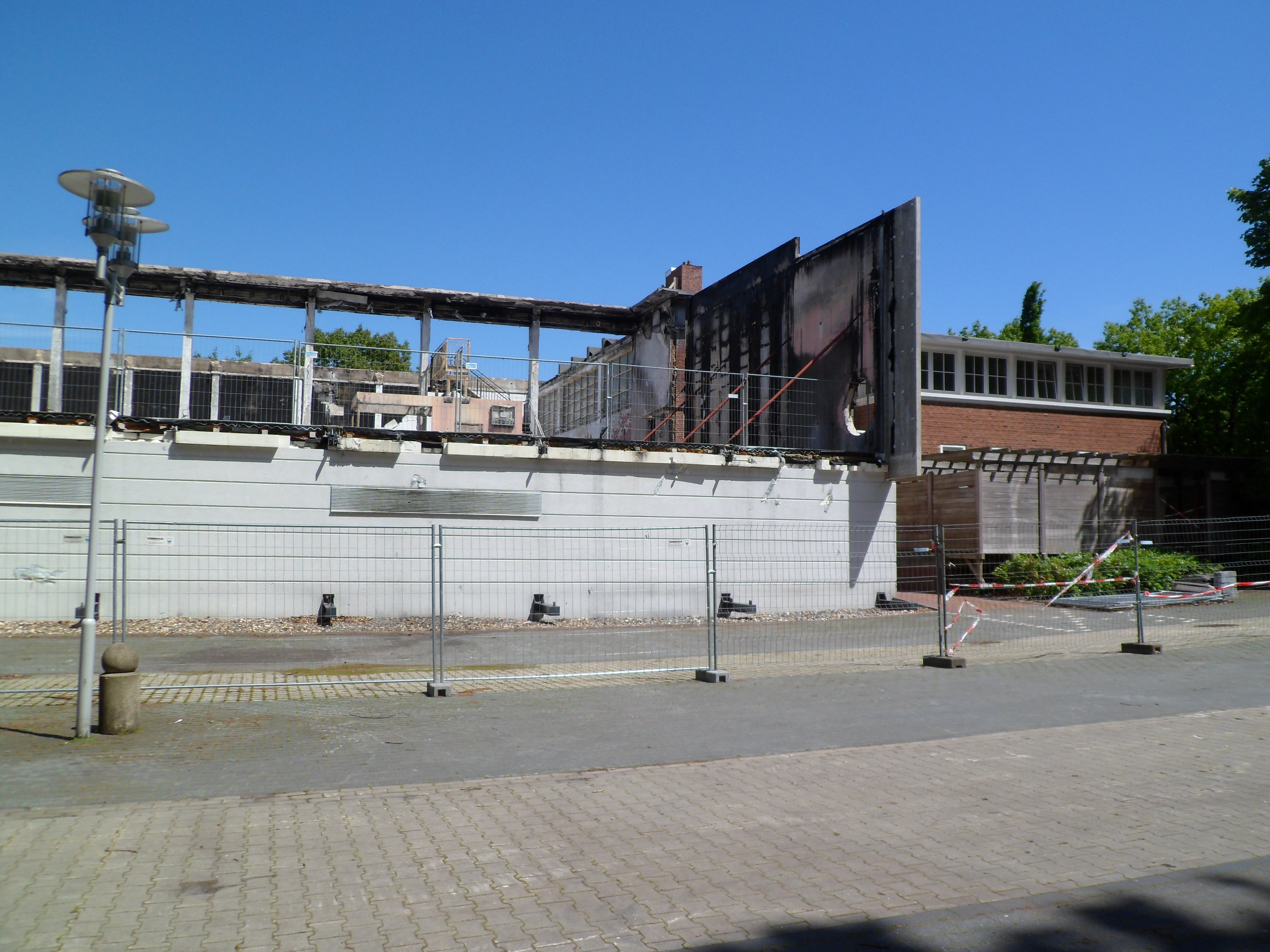
Brandschaden

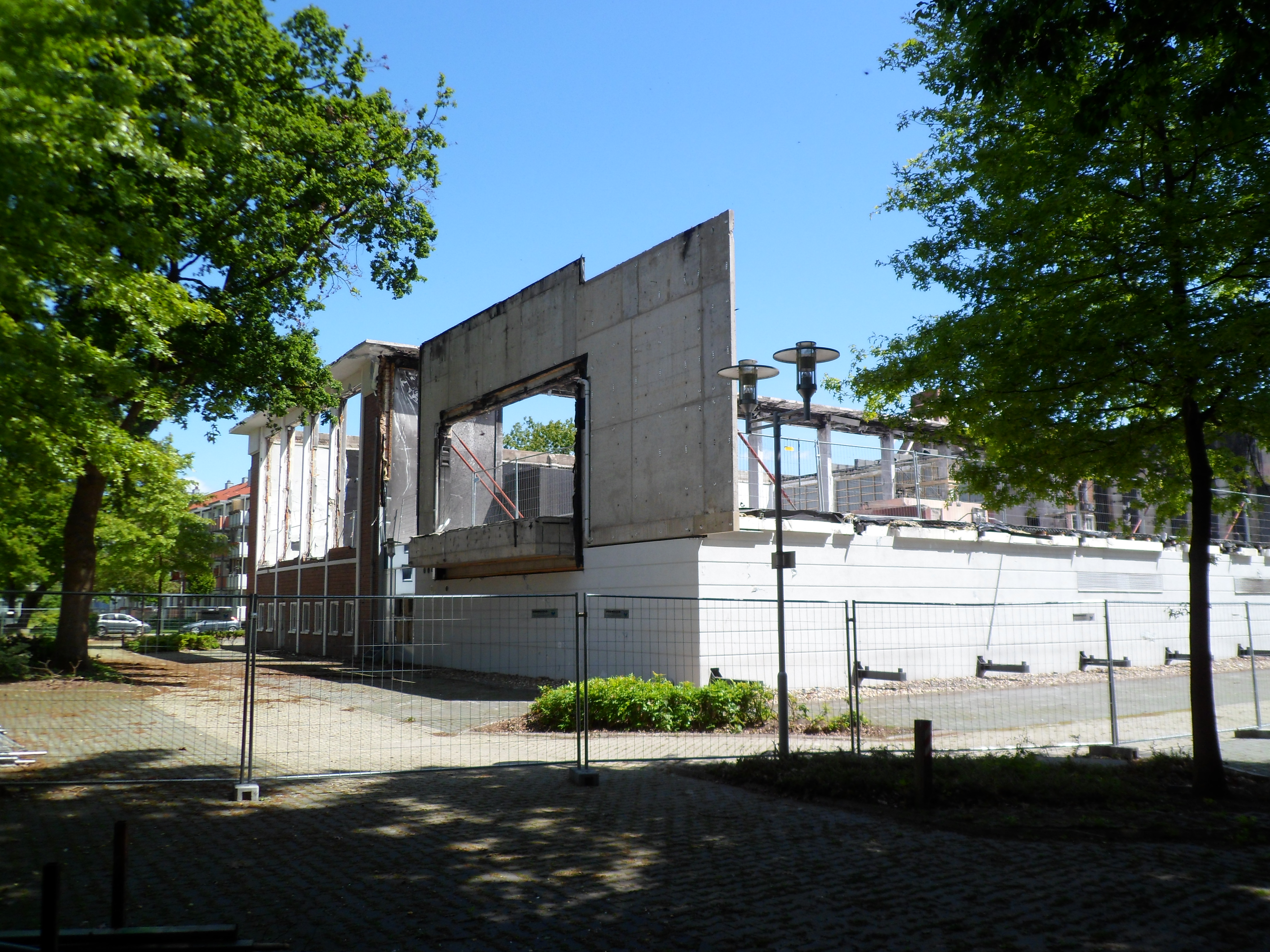
Brandschaden

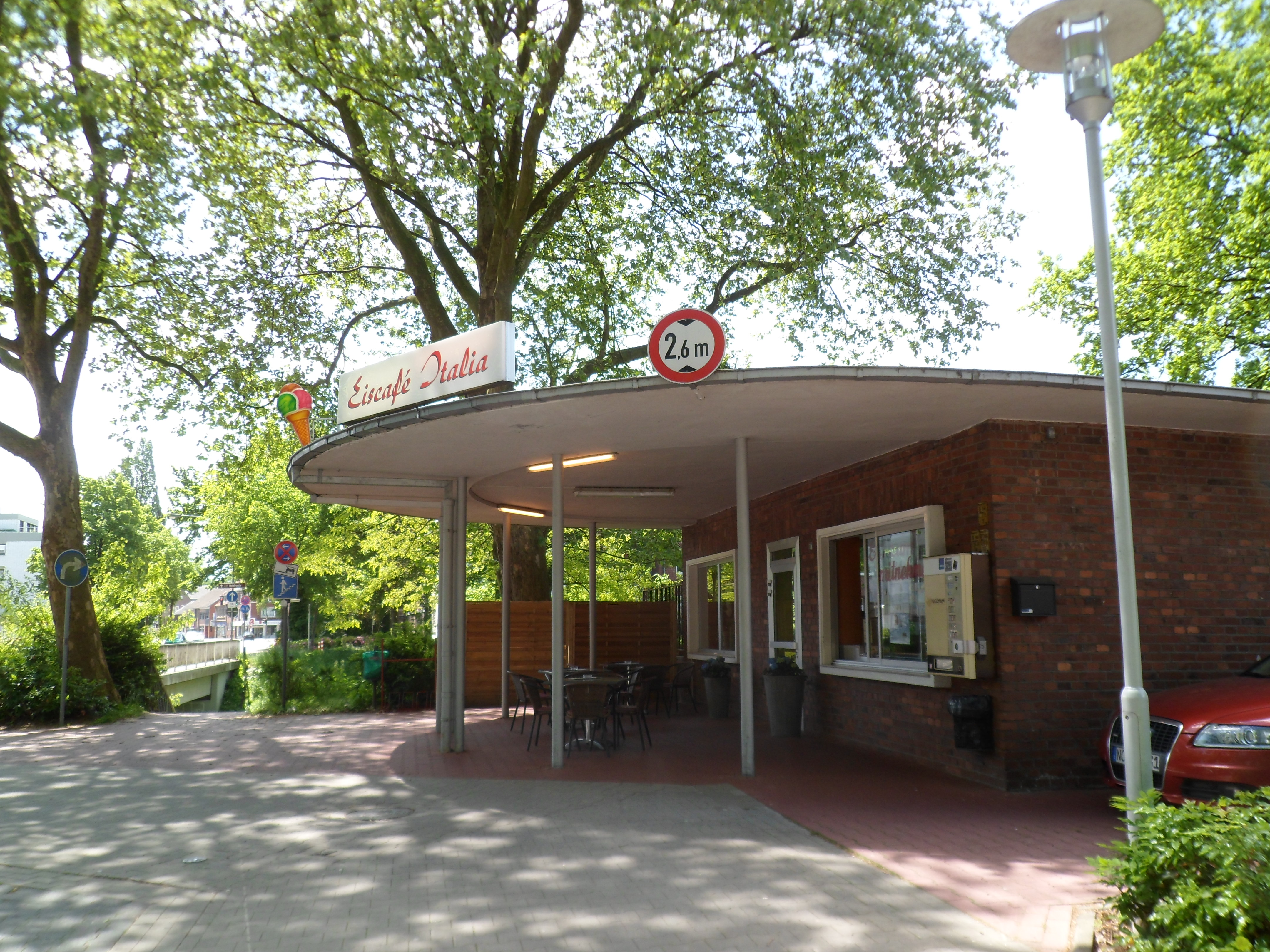
Pavillon

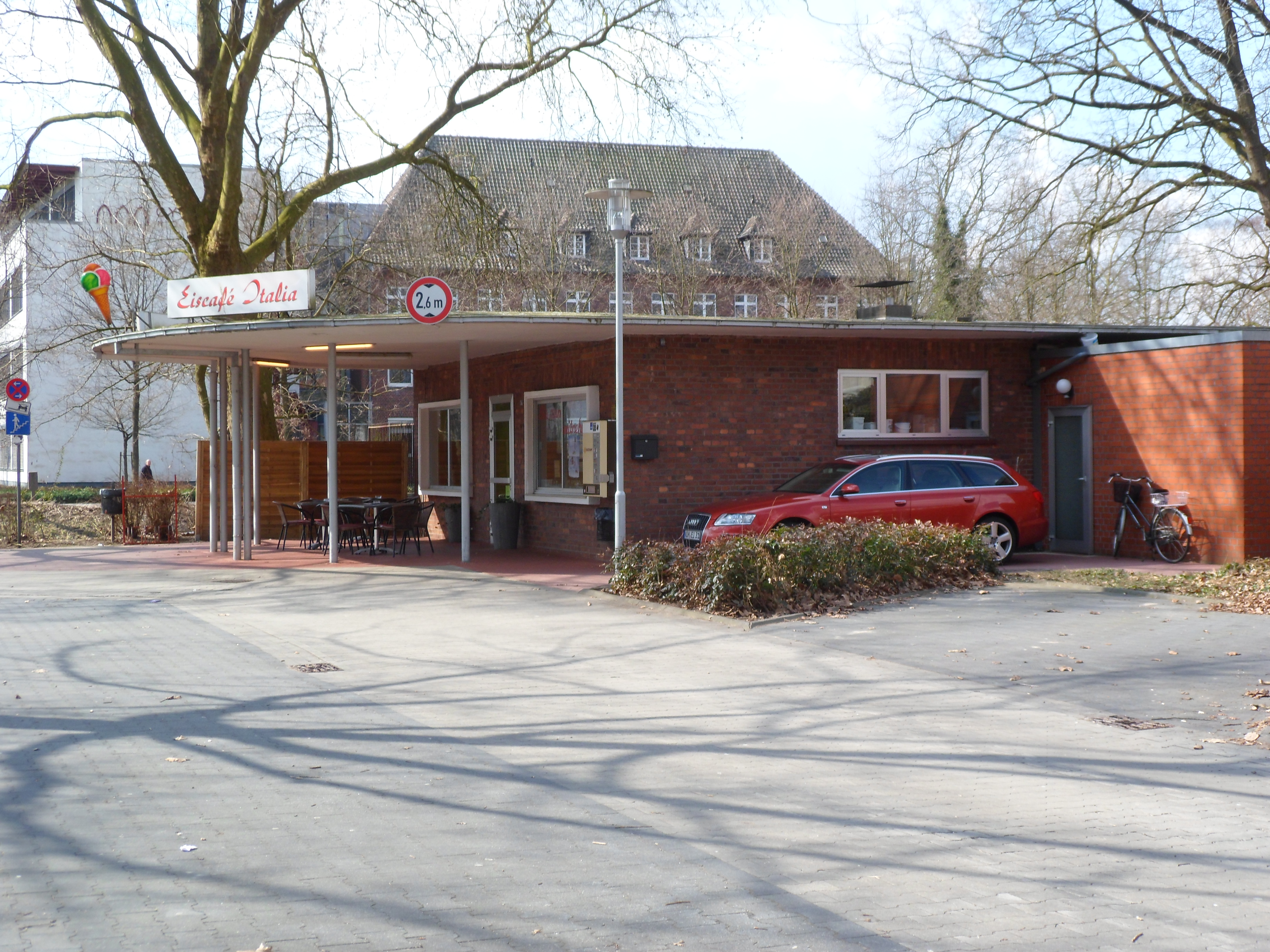
Pavillon

Das Hallenbad Nordhorn am Nordhorner Stadtring wurde am 26. Juni 1953 eingeweiht und war der erste Hallenbad-Neubau nach dem Zweiten Weltkrieg in Niedersachsen.
Das Gebäude mit seiner charakteristischen Front zum Stadtring hin und der zunächst als Milchbar und lange Zeit als Eiscafé genutzte Pavillon stehen unter Denkmalschutz.
Im September 2012 wurde der Hallenbadkomplex bei einem Großbrand weitgehend zerstört. Lediglich die Vorderfront blieb nahezu unbeschädigt. Im Frühsommer 2013 wurde entschieden, das Hallenbad am Stadtring nicht wieder aufzubauen. 2016 wurde am Freibad am Sportpark der Neubau des Hallenbads eröffnet.

## Geschichte
Für den Wassersport in Nordhorn und Umgebung, insbesondere für den Wassersportverein Nordhorn (Waspo), brach mit dem Hallenbad, das am 26. Juni 1953 feierlich eingeweiht wurde, im Nachkriegs-Nordhorn eine neue Zeit an.
Leiter des Hallenbades wurde Ernst Küppers, der gleichzeitig die sportliche Leitung des Nordhorner Wassersportvereins übernahm, in dem auch sein Sohn Ernst-Joachim Küppers startete.
Bis dahin gab es in der rasch wachsenden Kreisstadt mit über 30.000 Einwohnern kein fest ausgebautes Schwimmbad, sondern lediglich eine Flussbadeanstalt, gelegen in einer weiten Flussbiegung der Vechte nahe dem Tierpark. Professionelles Schwimmtraining fand daneben flussabwärts der Nordhorner Reiterbrücke statt, in etwa dort, wo heute die Vechte in den Vechtesee fließt.
Das einst modernste Bad in der Grafschaft mit mehr als 300 000 Besuchern noch im Jahr 1972, verlor mit der Zeit an Attraktivität. 1998 verzeichnete es nur noch 60 731 Badegäste. Zum 50. Jubiläum im Jahr 2003 entschied der Rat der Stadt Nordhorn die Modernisierung des Bades. 2004/2005 fanden nach den Plänen der Architekten Klemens Hölscher und Axel Winter aus Osnabrück eine teilweise Entkernung, aufwändige Sanierung und umfangreiche Umbauten statt, im Wesentlichen die Errichtung eines Erweiterungsbaukörpers mit offener Ausrichtung zur Uferlandschaft der Vechte. Die Anbindung an das unter Denkmalschutz stehende Altbaugebäude wurde durch eine transparente gläserne Fuge erreicht, sodass die historischen Gebäudestrukturen erkennbar blieben. Durch die transparente und offene Ausrichtung des Gebäudes war der Badbetrieb von außen einsehbar, was zur Attraktivitätssteigerung und Unverwechselbarkeit der Gesamtanlage beitragen sollte. Es wurden rund sechs Millionen Euro investiert. Unter anderem entstanden eine 32 Meter lange Wasserrutsche sowie ein Fitness-, Wellness- und Saunabereich. Die Wiedereröffnung fand im Oktober 2005 statt.
Im Juni 2012 wurde das Bad vorübergehend geschlossen, da Renovierungsarbeiten anstanden. Unter anderem wurde der Damen-Umkleidebereich entkernt und neu gestaltet. Am 15. September 2012 sollte die Anlage wiedereröffnet werden. Am 12. September, als nur noch letzte Arbeiten vor der Wiedereröffnung zu erledigen waren, entwickelte sich aus einem Schwelbrand im Dachstuhl ein Großbrand, der das Gebäude bis auf die Grundmauern beschädigte; Menschen kamen nicht zu Schaden. Der wenige Meter entfernt stehende Pavillon mit seiner Eisdiele blieb unbeschädigt. Nach den Ermittlungen der Experten des Landeskriminalamtes führten Dachdeckerarbeiten zu dem Feuer im Dachstuhl.
Der erst 2004 erbaute, jedoch vollkommen ausgebrannte Anbau wurde nach dem Brand wieder entfernt. Das ursprüngliche Gebäude wurde umfangreich saniert und umgebaut. Seit 2017 befindet sich in dem ehemaligen Hallenbad die Hauptverwaltung der lokalen Wohnungsbaugesellschaft Gewo.

## Hallenbad
Aufgrund des Höhenunterschieds zwischen der Straße (Stadtring) und dem Baugelände wies der Hallenbad-Neubau die Besonderheit auf, dass im Interesse eines wirtschaftlichen Baukostenaufwands die Schwimmhalle in das Mittelgeschoss zwischen Erdgeschoss und erstem Obergeschoss gelegt und ein weitläufiges Treppenhaus angelegt wurde, der die Stockwerke miteinander verband. Der Eingangsbereich der Schwimmhalle befand sich somit im Erdgeschoss, die Umkleiden im Obergeschoss; zum Schwimmen begab man sich in das Mittelgeschoss. Damit war die Anlage für Gehbehinderte praktisch nicht nutzbar. Die Innentreppen und dunklen Pfeilerverkleidungen waren aus Marmor von der Oberpfalz und aus Belgien. Neben dem 25-Meter-Innenbecken verfügte die Anlage über ein Außenbecken für Kinder sowie eine Liegewiese am Ufer der Vechte mit direktem Zugang zu dem im Pavillon untergebrachten Restaurationsbetrieb.

## Pavillon
Der Pavillon liegt zwischen dem Hallenbad und dem Vechte-Ufer, etwas zum Stadtring hin versetzt platziert. Als „städtebauliche und architektonische Sehenswürdigkeit“ wurde der Pavillon im Februar 1954 in der örtlichen Tagespresse, den Grafschafter Nachrichten, gepriesen, „mit einer Inneneinrichtung, die das Vollendetste und Neuzeitlichste auf diesem Gebiete (ist), das es heute überhaupt gibt“. Dabei war nicht nur die äußere Gestalt für das Nachkriegs-Nordhorn ungewöhnlich, sondern auch seine Nutzung. Der Nordhorner Bäcker-Obermeister Röttgers betrieb dort eine Konditorei und Nordhorns erste Milchbar. Ende der 1960er Jahre wurde er bis zur Schließung 2017 zum „Eiscafé Italia“. Das Gebäude hat eine Reihe von Umbauten und Renovierungen hinter sich, seinen Grundcharakter der 1950er Jahre aber behalten. Nach Renovierungsarbeiten wird das Gebäude seit 2019 wieder als Milchbar betrieben.